# Leioproctus frankiellus
Leioproctus frankiellus är en biart som beskrevs av Michener 1965. Leioproctus frankiellus ingår i släktet Leioproctus och familjen korttungebin. Inga underarter finns listade i Catalogue of Life.